# Price to Pay
Price to Pay es una película estadounidense de drama de 2006, dirigida por Michael McCready, que a su vez la escribió, musicalizada por Nicholas O’Toole, en la fotografía estuvo Gordon Brown y los protagonistas son Brian Skala, Steve Sandvoss y Amber Heard, entre otros. El filme fue realizado por Price Productions 2006, se estrenó el 11 de julio de 2006.

## Sinopsis
Unos allegados de una joven están furiosos, ella es malvada y privilegiada, entonces se juntan para llevar a cabo un ajuste de cuentas.